# L'Affaire Dreyfus (pel·lícula de 1899)
L'affaire Dreyfus és una sèrie de 1899 d'onze pel·lícules mudes curtes de Georges Méliès. Cadascuna de les onze entregues d'un minut reconstrueix un esdeveniment de l'afer Dreyfus de la vida real, que encara estava en curs mentre es feia la sèrie. La sèrie segueix el cas des de l'arrest d'Alfred Dreyfus per sospita d'espionatge, passant pels seus empresonaments a l'Illa del Diable i a Rennes, fins al seu judici i condemna per traïció; També s'inclouen esdeveniments relacionats, com el suïcidi d'un acusador principal de Dreyfus, l'intent d'un pistoler desconegut d'assassinar l'advocat de Dreyfus i un conflicte públic entre faccions pro i anti-Dreyfus. La sèrie es va interpretar amb un estil moderat i realista molt diferent de les pel·lícules de fantasia més conegudes de Méliès; les escenes van ser escenificades i anunciades per suggerir amb precisió que Dreyfus era innocent d'espionatge i havia estat implicat.
L'afer Dreyfus de la vida real va atraure una immensa atenció tant a França com a Gran Bretanya, i es van fer nombroses pel·lícules als dos països sobre el cas. La versió de Méliès va tenir una gran difusió, i records i llegendes posteriors afirmen que va causar un interès i una controvèrsia considerables a l'època. Continua sent l'exemple més famós de les reconstruccions escenificades de Méliès dels esdeveniments actuals ("actualitat reconstruïda"), i se sap amb certesa que nou de les onze entregues perviuen.

## Argument
Les onze entregues de la sèrie segueixen els esdeveniments de l'afer Dreyfus des de 1894 fins al setembre de 1899, el mes de l'estrena de la sèrie. El següent és un resum de la història general de la sèrie.
El 1894, Armand du Paty de Clam sospita que el capità militar francès Alfred Dreyfus era un espia per a Alemanya. Paty de Clam demana una mostra de la lletra de Dreyfus, per veure si coincideix amb l'escriptura del Bordereau (una carta anònima a l'ambaixada alemanya que ha estat descoberta per la contraintel·ligència francesa). Trobant que Dreyfus sembla nerviós, Paty de Clam l'acusa directament d'haver escrit el Bordereau i li ofereix una pistola perquè Dreyfus es pugui suïcidar al moment. Dreyfus protesta que és innocent i és arrestat. A l'École Militaire, Dreyfus és desposseït del seu rang i honors, i és enviat a ser emmanillat amb ferros a la presó a l'illa del Diable.

### Fragments
La taula següent ofereix l'ordre cronològic de cada lliurament (#), la numeració als catàlegs de Star Film (SFC), els títols de llançament en anglès per als EUA i el Regne Unit, el títol original francès i la longitud en metres (m), així com els resums individuals de l'escena de el catàleg publicat l'1 de novembre de 1899 per la Warwick Trading Company, l'única empresa britànica coneguda que va vendre les onze lliuraments de la sèrie.
| Episodis de L'Affaire Dreyfus | Episodis de L'Affaire Dreyfus | Episodis de L'Affaire Dreyfus                                                              | Episodis de L'Affaire Dreyfus                         | Episodis de L'Affaire Dreyfus |
| # | SFC                           | Títol anglès                                                                               | títol francès                                         | m                             |
| --- | ----------------------------- | ------------------------------------------------------------------------------------------ | ----------------------------------------------------- | ----------------------------- |
| 1 | 206                           | Dreyfus Court Martial—Arrest of Dreyfus (US) Arrest of Dreyfus, 1894 (UK)                  | Dictée du bordereau (arrestation de Dreyfus)          | 20                            |
| "Du Paty de Clam demana al capità Dreyfus que escrigui com ell dicta per tal d'esbrinar si la seva lletra s'ajusta a la del Bordereau. Nota el nerviosisme de Dreyfus, i l'acusa de ser l'autor del Bordereau. Paty de Clam ofereix a Dreyfus un revòlver, amb consells per suïcidar-se. El revòlver és rebutjat amb menyspreu, Dreyfus afirma que no tenia necessitat de mètodes tan covards, proclamant la seva innocència. La seva detenció és immediatament ordenada per M. Cochefort ". |                               |                                                                                            |                                                       |                               |
| 2 | 216                           | The Degradation of Dreyfus (US) The Degradation of Dreyfus in 1894 (UK)                    | La Dégradation                                        | 20                            |
| "Mostra les tropes que es troben en un quadrant dins del pati de l'Escola Militar de París. L'ajudant, que porta a terme la degradació, llegeix la sentència i procedeix a arrencar successivament tots els botons., cordons i ornaments de l'uniforme del capità Dreyfus, que es veu obligat a passar en desgràcia davant les tropes. Una representació més visual d'aquest primer acte d'injustícia a Dreyfus." |                               |                                                                                            |                                                       |                               |
| 3 | 207                           | Devil's Island—Within the palisade (US) Dreyfus at Devil's Island—Within the palisade (UK) | La Case de Dreyfus à l'île du Diable                  | 20                            |
| "L'escena s'obre a les Palissades, mostrant a Dreyfus assegut en un bloc meditant. El guàrdia entra portant una carta de la seva dona, que lliura al capità Dreyfus. Aquest la llegeix i s'esforça per parlar amb la Guàrdia, que, però, es nega a respondre, d'acord amb ordres estrictes del seu govern, provocant que Dreyfus es torni molt desanimat." |                               |                                                                                            |                                                       |                               |
| 4 | 208                           | Dreyfus Put in Irons (US) Dreyfus Put in Irons—Inside Cell at Devil's Island (UK)          | Dreyfus mis aux fers (la double boucle)               | 20                            |
| "Mostra la vista interior de la cabana on està confinat Dreyfus. L'escena té lloc a la nit, mostrant la lluna a través de la finestra de la cel·la. Dos guàrdies s'acosten sigil·losament al bressol on dorm Dreyfus. El desperten i li llegeixen l'ordre del ministre francès –M. Lebon– de posar-li grillons, cosa que procedeixen de seguida a complir. Dreyfus protesta enèrgicament contra aquest tracte, que les protestes, però, no són escoltades. El sergent en cap i els guàrdies. abans de sortir de la barraca, n'inspeccionen les quatre cantonades amb una llanterna". |                               |                                                                                            |                                                       |                               |
| 5 | 209                           | Suicide of Colonel Henry (US, UK)                                                          | Suicide du colonel Henry                              | 20                            |
| "Mostra l'interior de la cel·la de la presó militar de Cherche-Midi, París, on està tancat el coronel Henry. Està assegut en un taula escrivint una carta, en acabar la qual s'aixeca i treu una navalla que havia amagat al seu maleter, amb la qual es talla la gola. El suïcidi és descobert pel sergent de la guàrdia i els oficials". |                               |                                                                                            |                                                       |                               |
| 6 | 210                           | Landing of Dreyfus at Quiberon (US) Landing of Dreyfus from Devil's Island (UK)            | Débarquement de Dreyfus à Quiberon                    | 20                            |
| "Una secció del port d'Haliquen (Quiberon) Bretanya, a la nit on Dreyfus va ser desembarcat per marines francesos i oficials després del seu transport des de l'illa del Diable. És rebut per les autoritats, oficials i gendarmes francesos i conduït a l'estació per la seva sortida a Rennes. Aquesta petita escena es va representar en una fosca nit plujosa, que es mostra clarament a la pel·lícula. Els efectes s'accentuen encara més amb llamps vius que són sens dubte nous a cinematografia". |                               |                                                                                            |                                                       |                               |
| 7 | 211                           | Dreyfus Meets His Wife at Rennes (US) Dreyfus in Prison of Rennes (UK)                     | Entrevue de Dreyfus et de sa femme (prison de Rennes) | 20                            |
| "Presentació a la presó militar de Rennes on està tancat Dreyfus l'acusat. El visiten els seus advocats, Labori, i Demange, vist en una conversa animada. S'anuncia la visita de la seva dona, que entra. La reunió del marit i la dona és d'allò més patètica i emotiva" |                               |                                                                                            |                                                       |                               |
| 8 | 212                           | The Attempt Against the Life of Maitre Labori (US) The Attempt Against Maitre Labori (UK)  | Attentat contre Me Labori                             | 20                            |
| "Es veu al mestre Labori apropant-se al pont de Rennes en companyia del coronel Picquart i M. Gast, alcalde de Rennes. S'adonen que els segueix un altre home al qual el coronel Picquart crida l'atenció de Labori. Ells, però, consideren que la seva proximitat no té importància i continuen parlant junts. Tan bon punt els donen l'esquena, l'home treu un revòlver i dispara dues vegades al mestre Labori, que es veu caure a terra. Fuig i és perseguit pel coronel Picquart i M. Gast." |                               |                                                                                            |                                                       |                               |
| 9 | 213                           | The Fight of Reporters at the Lycée (US) The Fight of Journalists at the Lycee (UK)        | Suspension d'audience (bagarre entre journalistes)    | 20                            |
| "Durant un interval en els procediments de la cort marcial, els periodistes entren en una discussió animada, que resulta en una disputa entre Arthur Meyer de 'Le Gaulois', i Caroline Rémy de Guebhard de 'La Fronde', resultant en una baralla entre Dreyfusards i Anti-Dreyfusards, en la qual bastons i cadires cauen sobre els caps de molts. La sala és finalment netejada pels gendarmes." |                               |                                                                                            |                                                       |                               |
| 10 | 214–215                       | The Court Martial at Rennes (US, UK)                                                       | Le Conseil de guerre en séance à Rennes               | 40                            |
| "Una escena al Lycee de Rennes, que mostra la cort marcial militar del capità Dreyfus. Els únics ocupants de la sala en aquest moment són l'advocat Demange i el secretari. Ara comencen a arribar altres advocats i els taquígrafs i el sergent és es veu anunciant l'arribada del coronel Jouaust i d'altres oficials que integren els set jutges de la cort marcial. Al fons també es veuen els cinc jutges de servei. A l'esquerra de la imatge es veuen el comandant Cordier i l'adjudant Coupois, amb els seus taquígrafs i gendarmes. A la dreta es veu els advocats Demange, Labori i els seus secretaris. El coronel Jouaust ordena al sergent de la Policia que faci entrar Dreyfus. Entra Dreyfus, saludant el Tribunal, seguit del Capità de Gendarmeria, que està constantment amb ell. Prenen els corresponents seients davant dels jutges. El coronel Jouaust fa diverses preguntes a Dreyfus, a les quals respon dempeus. Després li demana a l'adjudant Coupois que cridi al primer testimoni i arriba el general Mercier. Afirma que la seva declaració és llarga, i demana una cadira, que li passa un gendarme. En posició asseguda continua amb la seva deposició. S'intercanvien discussions animades i preguntes creuades entre el coronel Jouaust, el general Mercier i l'advocat Demange. El capità Dreyfus molt emocionat s'aixeca i protesta enèrgicament contra aquests procediments. Aquesta escena, que és una representació més fidel d'aquest procediment, mostra els retrats absoluts de més de trenta dels personatges principals d'aquest famós judici." |                               |                                                                                            |                                                       |                               |
| 11 | 217                           | Dreyfus Leaving the Lycée for Jail (US) Officers and Dreyfus Leaving the Lycee (UK)        | Dreyfus allant du lycée de Rennes à la prison         | 20                            |
| "L'exterior del Lycee de Rennes, on es va dur a terme la famosa Cort Marcial de Dreyfus, mostrant el personal francès sortint de l'edifici després de la sessió, i travessant el pati entre els soldats francesos formant una doble línia. Els advocats Demange i Labori també apareixen, caminant cap al primer pla de la imatge, i al final es veu acostar-se al capità Dreyfus, acompanyat pel capità de gendarmes, que el porta de tornada a la presó." |                               |                                                                                            |                                                       |                               |

## Producció

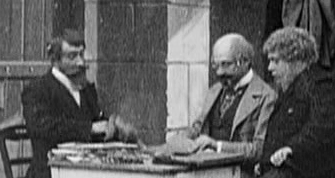
Méliès (esquerra) com a Labori, amb els actors que interpreten a Dreyfus i Demange, a "Entrevue de Dreyfus et de sa femme (prison de Rennes)"

El públic francès va prestar una atenció intensa a l'afer Dreyfus, amb gran interès per les pel·lícules relacionades amb el cas. Una història diu que Francis Doublier, un cineasta que treballava per als germans Lumière, va arribar tan lluny el 1898 per encadenar clips de pel·lícules no connectats, presentant la barreja amb un comentari parlat corrent que afirmava que estava mostrant Dreyfus, el jutjat on va ser condemnat a l'illa del Diable, i el vaixell que el portava allà. L'engany es va revelar quan un membre de l'audiència va assenyalar que els esdeveniments suposadament vistos havien succeït el 1894 i principis de 1895, abans que s'utilitzessin pel·lícules en cinema. La sucursal francesa de la Biograph Company va capturar clips curts de noticiàries del judici a Rennes, mentre que la seva contrapart anglesa va estrenar dues pel·lícules de ficció inspirades en l'afer. La versió de Méliès de "L'afer Dreyfus" pot haver estat encarregat per la Warwick Trading Company, que va distribuir les pel·lícules de Méliès a projeccionistes britànics. Més o menys al mateix temps que la producció de Méliès, l'estudi Pathé Frères també va produir una recreació de l'afer Dreyfus, en sis episodis, amb l'actor Jean Liézer com a Dreyfus. Aquesta versió podria haver estat dirigida per Ferdinand Zecca.
La producció de L'Affaire Dreyfus de Méliès "va començar mentre el judici de l'autèntic Alfred Dreyfus es desenvolupava a Rennes. La sèrie es va realitzar íntegrament a l'estudi Star Films de Méliès a Montreuil (Sena Saint-Denis), tot i que amb un fort èmfasi en el realisme cinematogràfic marcadament diferent de l'estil teatral enèrgic utilitzat en les pel·lícules fantàstiques més conegudes de Méliès. La sèrie és un exemple elaborat d' actualitiés reconstituées de Méliès, pel·lícules en què es van recrear els esdeveniments actuals en un evocador format de docudrama.
Un obrer metal·lúrgic molt semblant a Dreyfus va ser contractat per al paper per tal d'augmentar el realisme de la sèrie. El mateix Méliès apareix a la sèrie com l'advocat de Dreyfus Fernand Labori i fa una breu reaparició com a periodista després de l'intent d'assassinat de Labori. Almenys una escena, la sortida de Dreyfus del jutjat, sembla haver estat modelada a partir d'una fotografia de notícies impresa a la revista L'Illustration. Méliès va utilitzar els efectes especials tant cinematogràfics com teatrals per la sèrie: el llamp a Débarquement de Dreyfus à Quiberon es va afegir a l'escena mitjançant exposició múltiple, mentre que la pluja i el moviment de balanceig del vaixell es van crear amb maquinària escènica. El fum de la pistola a Attentat contre Me Labori és una bufada de poudre de riz, una pols cosmètica.
En conjunt, L'Affaire Dreyfus es pot considerar la pel·lícula més llarga de Méliès fins a aquesta data, i de vegades s'ha descrit com a tal. No obstant això, les onze entregues es van dissenyar per vendre individualment, de manera que és més correcte referir-se a "L'Affaire Dreyfus" com una sèrie. (El mateix Méliès, en els records més tardans de la seva vida, va ser inconsistent en aquest punt: una vegada es va referir a L'Affaire Dreyfus com a pel·lícula,, però també va dir una vegada la seva primera pel·lícula de format llarg va ser Cendrillon, feta a finals del mateix any.)

## Temes
L'Affaire Dreyfus retrata Dreyfus amb simpatia, i l'actuació de l'actor principal es posa en escena per donar a entendre clarament que Dreyfus és innocent. El càsting de Méliès com a Labori també s'ha considerat com un suport implícit a la causa de Dreyfus. En records escrits al final dela seva vida, Méliès va afirmar que havia volgut crear una il·lustració objectiva i no partidista dels esdeveniments del cas. Tanmateix, la descripció en anglès de la sèrie, que podria haver estat escrita per Méliès, descriu la cerimònia de degradació. com el "primer acte d'injustícia de Dreyfus", i un anunci en anglès supervivent de l'entrega de l'illa del diable anuncia que la pel·lícula mostra a Dreyfus com un màrtir.
Les imatges de personatges llegint i escrivint són generalitzades al llarg de la sèrie, i serveixen com a recordatori constant de la importància de diversos documents per a l'afer Dreyfus. En el seu estudi de llibres sobre Méliès, l'estudiosa del cinema Elizabeth Ezra suggereix que les imatges de l'escriptor també assenyalen "el potencial de la pel·lícula per ser una nova forma de document", un comentari autoreflexiu sobre el propi procés de rodatge. Ezra també destaca l'ús d'imatges temàtiques com el crucifix destacat de la sala del tribunal, un "estigma que evoca alhora la similitud de Dreyfus amb la icona cristiana a través d'un martiri compartit, i la seva alienació del cristianisme, a través de la seva herència jueva."

## Estrena i recepció
"Hi ha una confusió bàsica pel que fa a la pel·lícula de notícies. Van dir que els Lumière van inventar el telenotícies: era Méliès. Lumière va fotografiar estacions de tren, curses de cavalls, famílies al jardí, és a dir les coses de la pintura impressionista. Méliès va filmar un viatge a la lluna, al president Fallières visitant Iugoslàvia, l'erupció del mont Pelée, Dreyfus." 
La sèrie va ser venuda per la Star Film Company de Méliès i va ser numerada del 206 al 217 als seus catàlegs. Les onze lliuraments es van vendre a 9,75 dòlars cadascuna, i de vegades es mostraven en seqüència, fent que L'Affaire Dreyfus fos la primera sèrie de pel·lícules oneguda. Tant les versions de Méliès com de Pathé van arribar a Anglaterra el setembre de 1899, on ràpidament es van convertir en les pel·lícules amb més publicitat d'aquell any (el rècord es va batre el mes següent amb l'estrena de pel·lícules de la Guerra del Transvaal). Segons l'historiador del cinema Jay Leyda, l'èmfasi de Méliès en el realisme era tan convincent que el públic europeu creia que estava veient una pel·lícula documental real dels esdeveniments.
En un article de 1930 per la revista parisenca L'Œuvre, Lucien Wahl recordava que L'Affaire Dreyfus havia provocat reaccions esgarrifoses a França, amb Dreyfusards i anti-Dreyfusards discutint sorollosament durant les projeccions. En una resposta publicada, el mateix Méliès va acceptar que les escenes havien provocat disturbis i va afegir que les respostes violentes havien fet que el govern francès prohibiés la sèrie. Tot i que aquests detalls van ser ràpidament recaptats pels historiadors del cinema i reimpresos, no hi ha proves que la sèrie fos prohibida immediatament a nivell nacional; Méliès la va seguir venent als seus catàlegs fins al 1906, set anys més tard. De la mateixa manera, cap diari francès conegut de l'època va informar sobre disturbis ocorreguts quan es va projectar la sèrie. No obstant això, és possible que alguns funcionaris i expositors francesos locals mantinguessin una moratòria sobre les pel·lícules relacionades amb Dreyfus pel seu caràcter polèmic, com se sap que han fet alguns propietaris de cinema britànics. A més, el govern francès va legislar el 1915 prohibir totes les pel·lícules relacionades amb Dreyfus, incloses les importacions estrangeres, i no va aixecar aquesta prohibició fins al 1950.
Nou dels onze lliuraments (tots excepte les escenes 2 i 11, números de catàleg 216 i 217) sobreviuen com a 35 mm impressió positiva al BFI National Archive. Les onze entregues de la sèrie figuren com a supervivents al Centre National de la Cinématographie de Bois d'Arcy.
"L'Affaire Dreyfus" segueix sent la més famosa de les actualitats reconstruïdes de Méliès, superant fins i tot la seva obra de gran èxit de 1902 en el gènere, The Coronation of Edward VII. L'historiador del cinema Georges Sadoul creia que L'Affaire Dreyfus va ser el primer "pel·lícula políticament compromesa" de la història del cinema. En un estudi sobre l'afer Dreyfus, la historiadora cultural Venita Datta comenta amb agraïment el poder dramàtic de la sèrie de Méliès, amb el combat entre periodistes Dreyfusard i anti-Dreyfusard "brillantament interpretat". La sèrie apareix de manera destacada a la novel·la de Susan Daitch de 2001 Paper Conspiracies, que inclou relats de ficció de la seva creació, preservació i supervivència.